# St. Elisabeth (Eschwege)

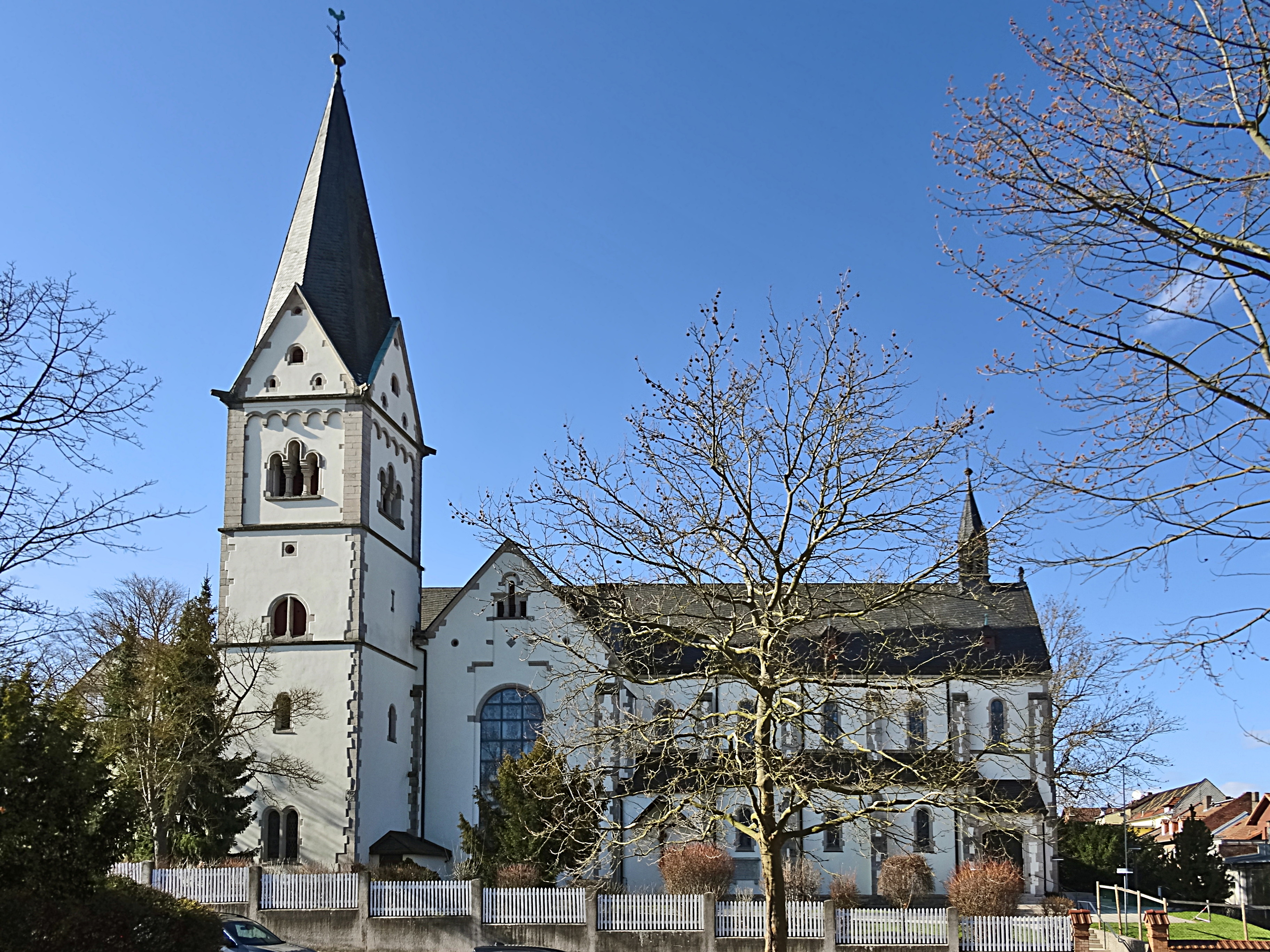
St. Elisabeth

Die römisch-katholische, denkmalgeschützte Kirche St. Elisabeth steht in Eschwege, einer Kreisstadt im Werra-Meißner-Kreis (Hessen). Die Kirchengemeinde gehört zum Pastoralverbund St. Gabriel Werra-Meißner im Dekanat Eschwege-Bad Hersfeld des Bistums Fulda.

## Beschreibung

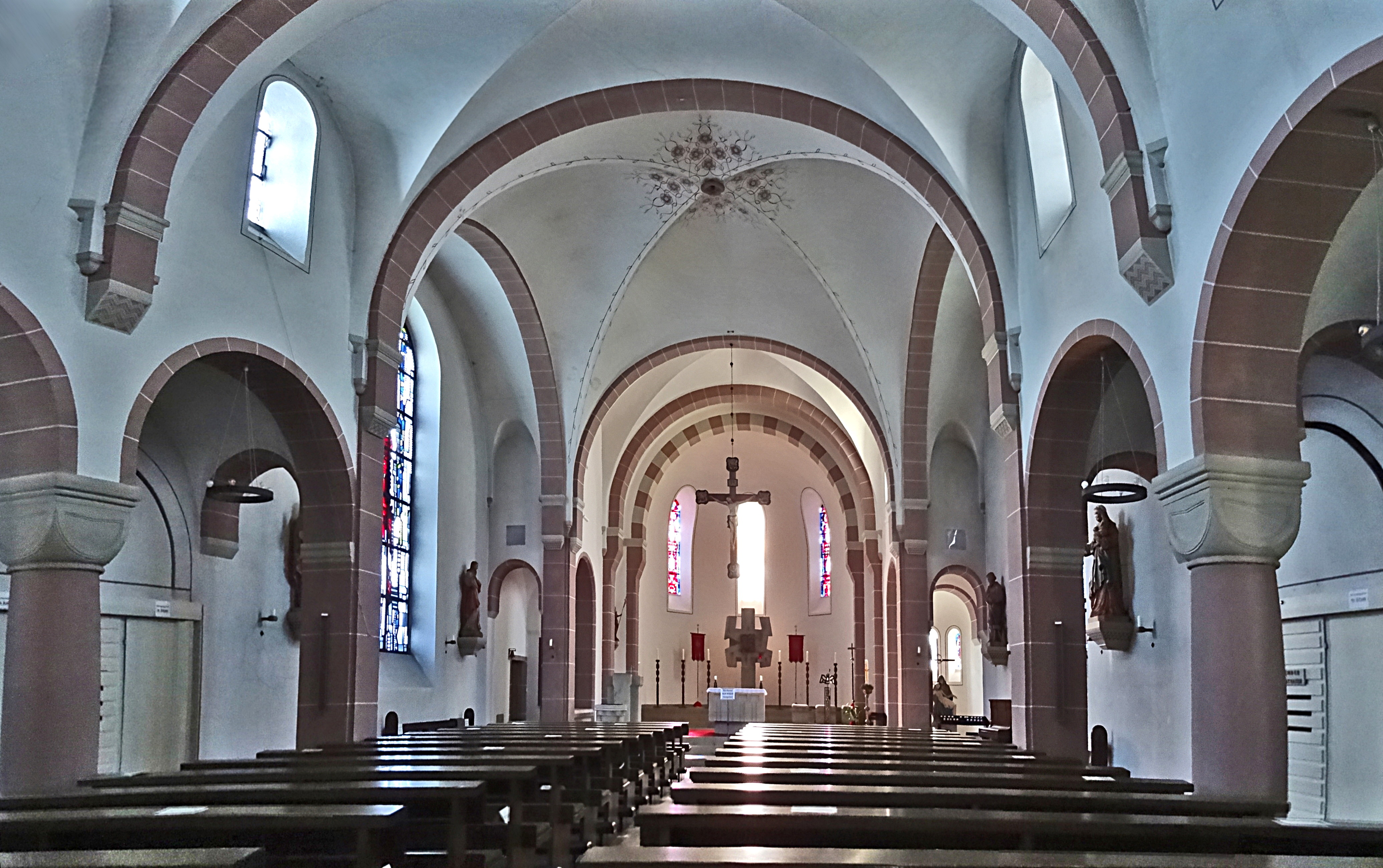
Innenansicht

Die neuromanische Kreuzbasilika wurde nach einem Entwurf des Stadtbaumeisters Großklaus erbaut und am 29. Oktober 1905 durch Bischof Adalbert Endert eingeweiht. Die Fassade hat ein rundbogiges Portal, darüber befindet sich eine Fensterrose. Im Winkel zwischen südlichen Querarm und Chor steht der viergeschossige Kirchturm, der mit einem achtseitigen spitzen Helm bedeckt ist. In seinem obersten Geschoss sind die Klangarkaden als Triforien ausgestaltet. Zwischen den Strebepfeilern der Seitenschiffe befinden sich Bogenfenster. Bei der halbrunden Apsis werden die Bogenfenster von Lisenen flankiert, die mit einem Bogenfries verbunden sind. Der Obergaden hat ebenfalls Bogenfenster zwischen Strebepfeilern.

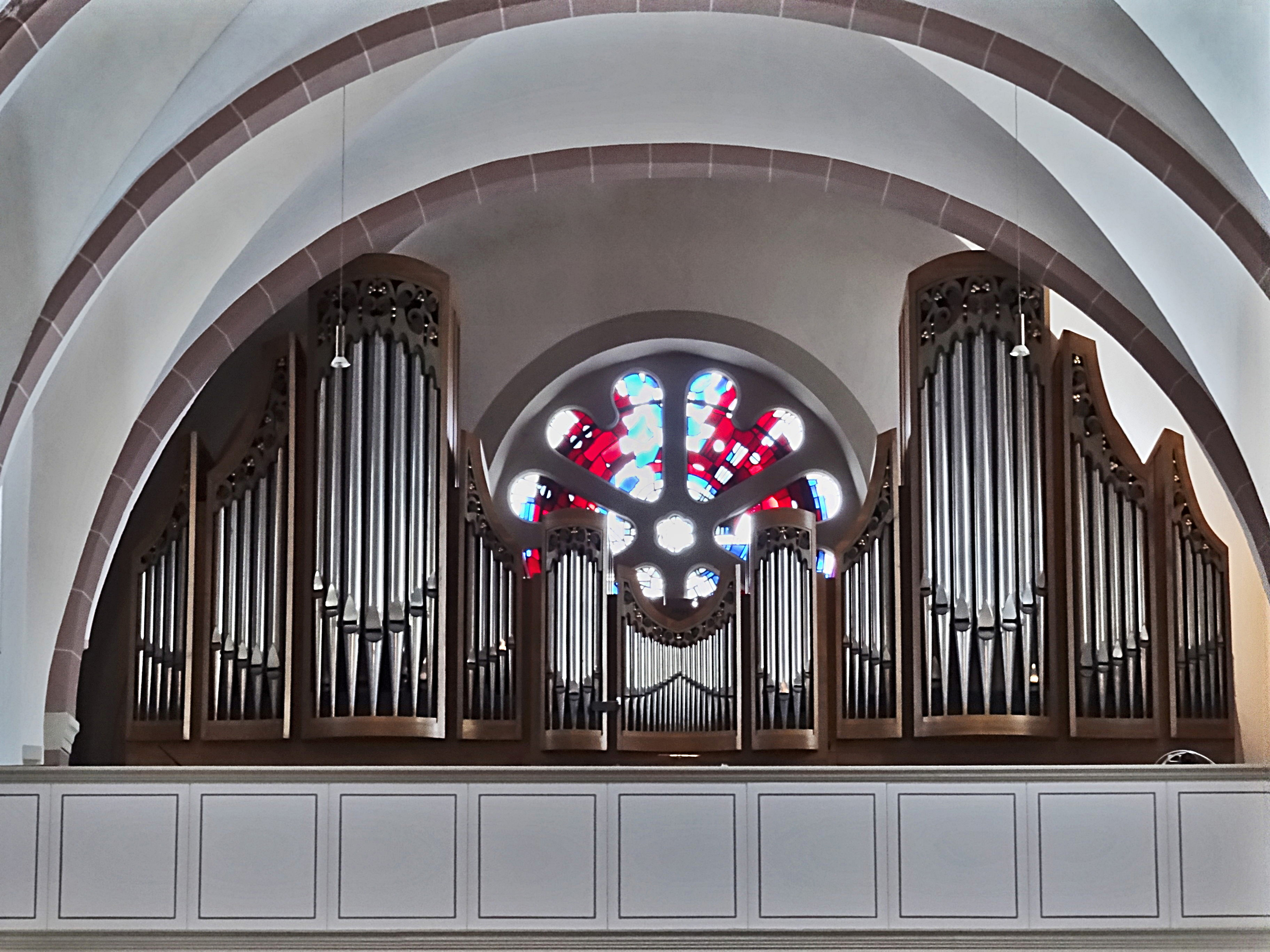
Die Orgel

Der Innenraum ist mit Kreuzrippengewölben überspannt. Über dem Altar hängt ein Missionskreuz mit wappenartigen Darstellungen der vier Evangelisten. Der Kreuzweg wurde 1997 geschnitzt. Die Orgel mit 30 Registern, zwei Manualen und einem Pedal wurde 1984 von der Orgelbau Kreienbrink gebaut.